# Stephan Zöller
Stephan Zöller (* 1966 in Dormagen) ist ein deutscher Theologe und Journalist.

## Leben
Stephan Zöller studierte Katholische Theologie und Kommunikationswissenschaft. Anschließend absolvierte er eine Journalistenausbildung beim Institut zur Förderung publizistischen Nachwuchses. Stephan Zöller promovierte an der Ludwig-Maximilians-Universität München zum Dr. theol. mit einer Arbeit über die kirchlichen Sendereihen im deutschen Privatfernsehen. Zusammen mit Thomas Bohrmann  und Werner Veith gibt er das Handbuch Theologie und Populärer Film heraus.

## Veröffentlichungen (Auswahl)
- Stephan Zöller: Mit der Soutane auf Quotenjagd. Die kirchlichen Sendereihen im deutschen Privatfernsehen. Don Bosco, München 1999, ISBN 3-7698-1199-2.
- Stephan Zöller: Wenn der Terminator den Erlöser jagt. Religiöse Elemente in populären Unterhaltungsfilmen. In: Thomas Luksch, Hermann Würdinger (Hrsg.): Zuerst der Mensch. Erkundungen und Perspektiven für eine zeitgemäße Glaubensvermittlung. Don Bosco, München 1999, ISBN 3-7698-1191-7, S. 176–187.
- Stephan Zöller: Lebendig begraben. Biografiearbeit im Kino. In: Hermann Würdinger (Hrsg.): Wenn Leben nach Deutung sucht. Ein Werkbuch für Predigt und Katechese. Erich Wewel, Donauwörth 2004, ISBN 3-87904-302-7, S. 158–161.
- Thomas Bohrmann, Werner Veith, Stephan Zöller (Hrsg.): Handbuch Theologie und Populärer Film. Band 1. Ferdinand Schöningh, Paderborn 2007, ISBN 978-3-506-72963-7.
- Thomas Bohrmann, Werner Veith, Stephan Zöller (Hrsg.): Handbuch Theologie und Populärer Film. Band 2. Ferdinand Schöningh, Paderborn 2009, ISBN 978-3-506-76733-2.
- Thomas Bohrmann, Werner Veith, Stephan Zöller (Hrsg.): Handbuch Theologie und Populärer Film. Band 3. Ferdinand Schöningh, Paderborn 2012, ISBN 978-3-506-77535-1.